# Sandslätt och Hinsaryd
Sandslätt och Hinsaryd är en av SCB avgränsad och namnsatt småort i Nybro kommun i Småland. Den omfattar bebyggelse i Sandslätt och Hinsaryd i Kråksmåla socken.